# Versus (The Haunted)
Versus è il sesto album in studio del gruppo musicale thrash metal svedese The Haunted, pubblicato nel 2008.

## Tracce
1. Moronic Colossus – 3:50
2. Pieces – 3:50
3. Little Cage – 3:15
4. Trenches – 3:42
5. Ceremony – 3:43
6. Skuld – 2:49
7. Crusher – 3:13
8. Rivers Run – 4:32
9. Iron Mask – 3:41
10. Faultline – 3:44
11. Imperial Death March – 2:48

## Formazione
- Peter Dolving - voce
- Jonas Björler - basso
- Per Möller Jensen - batteria
- Patrik Jensen - chitarra
- Anders Björler - chitarra